# Ciechocin (gromada)
Ciechocin – dawna gromada, czyli najmniejsza jednostka podziału terytorialnego Polskiej Rzeczypospolitej Ludowej w latach 1954–1972.
Gromady, z gromadzkimi radami narodowymi (GRN) jako organami władzy najniższego stopnia na wsi, funkcjonowały od reformy reorganizującej administrację wiejską przeprowadzonej jesienią 1954 do momentu ich zniesienia z dniem 1 stycznia 1973, tym samym wypierając organizację gminną w latach 1954–1972.
Gromadę Ciechocin z siedzibą GRN w Ciechocinie utworzono – jako jedną z 8759 gromad na obszarze Polski – w powiecie lipnowskim w woj. bydgoskim, na mocy uchwały nr 24/8 WRN w Bydgoszczy z dnia 5 października 1954. W skład jednostki weszły obszary dotychczasowych gromad Ciechocin, Nowa Wieś i Miliszewy ze zniesionej gminy Nowogród oraz obszar dotychczasowej gromady Małszyce ze zniesionej gminy Dobrzejewice w powiecie lipnowskim, a także obszar dotychczasowej gromady Elgiszewo oraz część gruntu (lasy) z dotychczasowej gromady Chełmonie ze zniesionej gminy Kowalewo w powiecie wąbrzeskim, w woj. bydgoskim. Dla gromady ustalono 25 członków gromadzkiej rady narodowej.
1 stycznia 1956 gromadę włączono do nowo utworzonego powiatu golubsko-dobrzyńskiego w tymże województwie.
1 stycznia 1970 z gromady Ciechocin (retroaktywnie) wyłączono Leśnictwo Drwęca o ogólnej powierzchni 12,30 ha, włączając je do gromady Ostrowite w tymże powiecie.
1 stycznia 1972 do gromady Ciechocin włączono sołectwo Rudaw ze zniesionej gromady Nowogród w tymże powiecie, po czym gromadę Ciechocin połączono z gromadą Świętosław, tworząc z ich obszarów gromadę Ciechocin z siedzibą Gromadzkiej Rady Narodowej w Ciechocinie w tymże powiecie (de facto gromadę Świętosław zniesiono, włączając jej obszar do gromady Ciechocin).
Gromada przetrwała do końca 1972 roku, czyli do kolejnej reformy gminnej. 1 stycznia 1973 w powiecie golubsko-dobrzyńskim utworzono gminę Ciechocin.